# IC 237
IC 237 је елиптична галаксија у сазвјежђу Кит која се налази на листи објеката дубоког неба у Индекс каталогу.
Деклинација објекта је + 1° 8' 23" а ректасцензија 2h 33m 31,6s. Привидна величина (магнитуда) објекта IC 237 износи 14,7 а фотографска магнитуда 15,7. IC 237 је још познат и под ознакама MCG 0-7-42, CGCG 388-50, PGC 9742.